# ماريا ديل كارمين دياز
ماريا ديل كارمين دياز (بالإسبانية: María Del Carmen Díaz) هي عداءة مراثونية مكسيكية، ولدت في 15 يوليو 1970.

## وصلات خارجية
- ماريا ديل كارمين دياز على موقع الاتحاد الدولي لألعاب القوى (الإنجليزية)
- ماريا ديل كارمين دياز على موقع اللجنة الأولمبية الدولية (الإنجليزية)
- ماريا ديل كارمين دياز على موقع أوليمبيديا (الإنجليزية)